# REBORN (相川七瀬のアルバム)
『REBORN』（リボーン）は、相川七瀬10枚目のアルバム。2009年2月18日発売。規格品番はAVCD-32118B（初回盤）AVCD-32119（通常盤）。

## 解説
2005年の『R.U.O.K?!』以来3年3か月ぶりのアルバム。初回盤はDVD同梱、通常盤はボーナス・トラック1曲追加収録。

## 収録曲

### 初回盤

#### CD
作詞：相川七瀬・編曲：Wall 5（特記以外）
1. Yumemiru..（4:11）
  - 作詞：相川七瀬・織田哲郎　作曲：Atsuhiro Watanabe・織田哲郎　
  - テレビ東京系ドラマ「ケータイ捜査官7」エンディングテーマ。
  - デビュー曲「夢見る少女じゃいられない」をサンプリングしたリメイクバージョン。
2. Keep Singin'（4:09）
  - 作曲：本郷信
3. I love my way（4:23）
  - 作詞：LIDEN　作曲：JUON
4. PRISM（3:59）
  - 作曲：室姫深　編曲：Wall 5・室姫深
  - アサヒフードアンドヘルスケア（株）「Slim up Slim」CMソング。
5. Come Closer（5:03）
  - 作曲：高田有紀子　編曲：間瀬真生・渡辺篤弘
6. REBORN（3:40）
  - 作曲：藤末樹
  - フジテレビ系全国ネット「奇跡体験!アンビリバボー」エンディングテーマ。
7. GOODBYE YESTERDAY（5:48）
  - 作曲：Joey Carbone・Steven Lee　編曲：Wall 5・間瀬真生・渡辺篤弘
8. Dark & Bright（4:23）
  - 作詞：LINDEN　作曲：室姫深　編曲：Wall 5・室姫深
9. Glorious Night（4:22）
  - 作詞：相川七瀬・yasu　作曲：yasu　編曲：Wall 5・間瀬真生・渡辺篤弘
10. 「すきだよ」（4:34）
  - 作曲：高田有紀子　編曲：中野雄太

#### DVD
1. 「すきだよ」 (MUSIC CLIP)
2. PRISM (MUSIC CLIP)
3. ライブ映像@2008.07.07 SHIBUYA-AX

### 通常盤
1. Yumemiru..
2. Keep Singin'
3. I love my way
4. PRISM
5. Come Closer
6. REBORN
7. GOODBYE YESTERDAY
8. Dark & Bright
9. Glorious Night
10. 「すきだよ」
11. Circle of Life（ボーナス・トラック）
  - 作詞：藤林聖子　作曲：斉藤恒芳・鳴瀬シュウヘイ　編曲：鳴瀬シュウヘイ
  - 「劇場版 仮面ライダーキバ 魔界城の王」主題歌。